# Palazzo della Farnesina
In het Palazzo della Farnesina, gelegen naast het Foro Italico in Rome, is het Italiaanse ministerie van buitenlandse zaken gevestigd. De locatie behoorde ooit tot de Orti della Farnesina, eigendom van Paus Paulus III Farnese, vandaar de naam.
Het ontwerp is van de architecten Enrico Del Debbio, Arnoldo Foschini en Vittorio Ballio Morpurgo (de jaren 1933 tot 1935). Het is een typisch voorbeeld van de monumentalistische architectuur van het interbellum in Italië. Aanvankelijk zou het de hoofdzetel worden van de Fascistische Partij, maar nog tijdens de bouw, in 1940, werd beslist om er het Ministerie van Buitenlandse Zaken (bekend onder de naam La Farnesina) in onder te brengen, wat sinds 1959 ook het geval is. 
Sinds 2000 kan men enkele dagen per jaar de (wisselende) collectie moderne en (vooral) eigentijdse kunst, die in het gebouw is ondergebracht, bezichtigen.